# Classic FC
Der Classic Football Club ist ein vanuatuischer Fußballklub aus Luganville.

## Geschichte
Irgendwann vor 2022 gegründet schaffte der Klub in diesem Jahr den Aufstieg von der First Division in die Luganville Premier Division, welche die Mannschaft als Sieger abschloss, womit man sich für die VFF Champions League 2023/24 qualifizierte.
Im Vorfeld der OFC Champions League 2024 trat die Mannschaft des Klubs dann in den National Playoffs gegen die Ifira Black Birds an, gegen welche man mit 1:2 im Hin- und einem 1:1 im Rückspiel den Kürzeren zog und somit die Qualifikation verpasste.